# Бродзани
Бродзани (слч. Brodzany) насељено је мјесто са административним статусом сеоске општине (слч. obec) у округу Партизанске, у Тренчинском крају, Словачка Република.

## Становништво
| Година:    | 1994. | 2004.   | 2014.   | 2024.   |
| ---------- | ----- | ------- | ------- | ------- |
| Број људи: | 788   | 815     | 813     | 890     |
| Разлика:   |       | +3,42 % | -0,24 % | +9,47 % |

| Година:    | 2023. | 2024.   |
| ---------- | ----- | ------- |
| Број људи: | 889   | 890     |
| Разлика:   |       | +0,11 % |

Према подацима о броју становника из 2011. године насеље је имало 805 становника.